# یخ‌زده (فیلم ۲۰۱۳)
یخ‌زده (به انگلیسی: Frozen) یک فیلم پویانمایی فانتزی موزیکال آمریکایی است که توسط استودیو انیمیشن والت دیزنی تولید شده و توسط والت دیزنی پیکچرز منتشر شده است. این فیلم بر پایه داستان «ملکه برفی» اثر هانس کریستیان آندرسن در سال ۱۸۴۴، ساخته شده‌است. این فیلم توسط کریس باک و جنیفر لی (در اولین کارگردانی بلند او) کارگردانی و توسط پیتر دل وچو از فیلم‌نامه‌ای توسط لی، که داستان فیلم را نیز با باک و شین موریس تصور کرد، تهیه شده است. در این فیلم کریستن بل، ایدینا منزل، جاناتان گراف، جاش گد و سانتینو فونتانا به صداپیشگی پرداخته‌اند. داستان آن درباره آنا، پرنسس آرندل است که با یخ‌ساز کریستوف، گوزن شمالی او اسون و آدم‌برفی اولاف راهی سفر می‌شود تا خواهر جداشده‌اش السا را پیدا کند، زیرا او به طور تصادفی پادشاهی آنها را در زمستان ابدی با قدرت‌های یخی‌اش به دام انداخته است.  
یخ‌زده پیش از آنکه در سال ۲۰۱۱ به طور رسمی تأیید شود، چندین بار تحت پیش‌نویس فیلم‌نامه قرار گرفت. کریستوف بک برای ساخت موسیقی ارکسترال فیلم استخدام شد و رابرت لوپز و کریستن اندرسون-لوپز نیز ترانه‌های آن را نوشتند.
پس از اولین نمایش جهانی خود در تئاتر ال کاپیتان در لس آنجلس در ۱۹ نوامبر ۲۰۱۳، یخ‌زده در ۲۷ نوامبر به صورت عمومی اکران شد. این فیلم به خاطر جلوه‌های بصری، فیلم‌نامه، موضوعات، موسیقی و صداپیشگی مورد تحسین قرار گرفت و برخی منتقدان آن را بهترین فیلم پویانمایی دیزنی از زمان دوران رنسانس این استودیو دانستند. این فیلم با فروش بیش از ۱٫۲۸ میلیارد دلار در سراسر جهان، به پرفروش‌ترین فیلم پویانمایی تبدیل شد تا اینکه نسخه بازسازی‌شده شیرشاه در اوت ۲۰۱۹ این جایگاه را تصاحب کرد. این فیلم در پایان اکران خود به پرفروش‌ترین فیلم سال ۲۰۱۳ و پنجمین فیلم پرفروش تمام دوران تبدیل شد. آهنگ‌ها، شخصیت‌ها، داستان و جذابیت آن برای عموم مخاطبان باعث شد که به عنوان یک پدیده فرهنگی مردمی شناخته شود.
محبوبیت این فیلم باعث ایجاد یک فرنچایز شد که شامل یک پویانمایی کوتاه در سال ۲۰۱۵، یک پویانمایی در سال ۲۰۱۷ و دو دنباله بلند–یخ‌زده ۲ (۲۰۱۹) و یخ‌زده ۳ (۲۰۲۷) است. این فیلم برنده جایزه اسکار برای بهترین فیلم پویانمایی و بهترین ترانه، جایزه گلدن گلوب بهترین فیلم بلند پویانمایی، جایزه بفتا بهترین فیلم پویانمایی و دو جایزه گرمی شد.

## داستان
پرنسس السا از آرندل قدرت‌های جادویی یخ و برف دارد. پس از اینکه او به طور تصادفی با جادوی خود به خواهر کوچکش، آنا، آسیب می‌رساند، والدینشان آنها را نزد گروهی از ترول‌ها به رهبری گرند پابی می‌برند. او آنا را درمان می‌کند و خاطراتش از جادوی السا را پاک می‌کند. پادشاه و ملکه تصمیم می‌گیرند تا زمانی که السا بتواند قدرت‌های خود را کنترل کند، دروازه‌های قلعه بسته بمانند و السا در انزوا زندگی کند. سال‌ها انزوا، فاصله‌ای عمیق میان دو خواهر ایجاد می‌کند و زمانی که آنها به بزرگسالی می‌رسند، والدینشان در حادثه‌ای دریایی کشته می‌شوند.
در روز تاج‌گذاری السا، دروازه‌های قلعه برای اولین بار به روی عموم باز می‌شود. از جمله میهمانان، شاهزاده جذاب هانس از جزایر جنوبی است. هانس به آنا پیشنهاد ازدواج می‌دهد، اما السا با این اتحاد مخالفت می‌کند و در واکنشی عصبی، قدرت‌های جادویی خود را به طور تصادفی در برابر دربار وحشت‌زده فاش می‌کند. دوک حیله‌گر وزلتون، السا را به افسونگری متهم می‌کند. السا از ترس به کوهستان شمالی فرار می‌کند و برای اولین بار احساس آزادی می‌کند. او قصری یخی می‌سازد و تصمیم می‌گیرد به تنهایی زندگی کند، بی‌خبر از اینکه جادوی او آرندل را به زمستانی ابدی فرو برده است.
آنا به جستجوی السا می‌رود و هانس را به عنوان فرمانده باقی می‌گذارد. او با یک یخ‌ساز به نام کریستوف و گوزن شمالی‌اش، اسون، ملاقات می‌کند و آنها را قانع می‌کند که او را به کوهستان شمالی ببرند. در مسیر، آنها با اولاف، یک آدم‌برفی زنده که توسط جادوی السا ساخته شده، برخورد می‌کنند. در قصر یخی، آنا به السا می‌گوید که چه بر سر آرندل آمده است. ترس السا باعث می‌شود که به طور تصادفی با یخ به آنا ضربه بزند و قلب او را منجمد کند. در ناامیدی، السا یک هیولای برفی غول‌پیکر می‌سازد و آنا را از قلعه بیرون می‌کند تا او را در امان نگه دارد.
با شروع فرآیند یخ زدن آنا به آرامی، کریستوف او را به ترول‌ها می‌برد تا کمک بگیرند. گرند پابی می‌گوید که تنها «یک عمل از عشق واقعی» می‌تواند قلب او را ذوب کند. کریستوف به سرعت به قلعه بازمی‌گردد تا هانس بتواند بوسه عشق واقعی را به آنا بدهد. اما هانس السا را به اسارت می‌گیرد. به جای اینکه آنا را ببوسد، او فاش می‌کند که نقشه کشیده بود تا با ازدواج با آنا و سپس کشتن هر دو خواهر، حاکم آرندل شود. خواهران از دست او فرار می‌کنند و اولاف به آنا کمک می‌کند تا با کریستوف که او حدس زده است عاشق آناست، دوباره ملاقات کند.
هانس با السا روبه‌رو می‌شود و می‌گوید که او آنا را کشته است. السا فرو می‌ریزد و این باعث می‌شود کولاکی که ایجاد کرده بود به طور ناگهانی متوقف شود. وقتی هانس آماده می‌شود تا السا را بکشد، آنا فرصت نجات خود از کریستوف را فدای جان خواهرش می‌کند و بین السا و هانس قرار می‌گیرد. او به طور کامل یخ می‌زند که این کار السا را به شدت ناراحت می‌کند. وقتی که او خواهرش را در آغوش می‌گیرد، آنا به آرامی ذوب می‌شود؛ قهرمانی او «یک عمل از عشق واقعی» بود.
السا متوجه می‌شود که عشق کلید کنترل قدرت‌هایش است و بنابراین زمستان را پایان می‌دهد. هانس به جرم خیانت و تلاش برای قتل دستگیر و تبعید می‌شود. السا کریستوف را به عنوان فرستاده یخ سلطنتی منصوب می‌کند و او و آنا بوسه‌ای به اشتراک می‌گذارند. خواهران روابطشان را ترمیم می‌کنند و السا قول می‌دهد که دیگر هرگز دروازه‌های قلعه را نمی‌بندد.

## صداپیشگان
- کریستن بل در نقش آنا،[۸] یک پرنسس ۱۸ ساله[۹] نترس و خوش‌بین آرندل و خواهر کوچک‌تر السا که مصمم است هم پادشاهی و هم رابطه‌اش را با خواهرش نجات دهد.[۱۰]
  - لیوی استوبنراو در نقش آنا[۱۱] ۵ ساله.[۱۲] کتی لوپز صدای آواز خواندن او را ارائه می‌دهد.[۱۳]
  - آگاتا لی مون در نقش آنا[۱۴] ۹ ساله.[۱۵]
- ایدینا منزل در نقش السا،[۱۶] که به عنوان ملکه برفی نیز شناخته می‌شود،[۱۷] ملکه ۲۱ ساله[۱۸] آرندل و خواهر بزرگتر آنا که دارای قدرت جادویی یخی است.
  - اوا بلا در نقش السا[۱۹][۲۰] ۸ ساله[۱۲]
  - اسپنسر لیسی گانوس در نقش السا[۲۱] ۱۲ ساله[۲۲]
- جاناتان گروف در نقش کریستوف،[۲۳] یک یخ‌ساز که گوزن شمالی‌اش اسون او را همراهی می‌کند‌.[۲۴][۲۵]
  - تایری براون در نقش کریستوف[۲۶] ۸ ساله[۲۷]
- جاش گد در نقش اولاف (دیزنی)، یک آدم‌برفی کمیک بااحساس که السا و آنا در کودکی خلق کردند و رویای تجربه تابستان را در سر می‌پروراند.[۲۸][۲۹]
- سانتینو فونتانا در نقش هانس، شاهزاده‌ای از جزایر جنوبی[۳۰]
- آلن تودیک در نقش دوک وزلتون[۳۱]
- کیران هایندز در نقش گراند پابی، پادشاه ترول[۳۲]
- کریس ویلیامز در نقش اوکن، صاحب پست تجاری و سونای واندرینگ اوکنز[۳۳]
- مایا ویلسون در نقش بولدا، ترول و مادرخوانده کریستوف[۳۴][۳۵]
- پاول بریگز در نقش مارشمالو، یک هیولای برفی غول‌پیکر[۳۶] که از قصر السا محافظت می‌کند
- موریس لامارش در نقش پادشاه آگنار آرندل، پدر آنا و السا[۳۴][۳۷]
- جنیفر لی در نقش ملکه ایدونای آرندل، مادر آنا و السا[۳۸]

شخصیت‌های بی‌کلام عبارت‌اند از گوزن شمالی همراه کریستوف، اسون، اسب‌ها و گرگ‌ها. غرغر و خرخر اسون توسط فرانک ولکر ارائه شد که اعتباری به او داده نشد.

## ساخت

### پس‌زمینه

هنر مفهومی از فیلم اقتباسی دستی دیزنی از ملکه برفی

تولیدات والت دیزنی در اواخر سال ۱۹۳۷، پیش از اکران دسامبر سفیدبرفی و هفت کوتوله (نخستین پویانمایی بلند سینمایی با طراحی دستی)، ایده ساخت یک فیلم زندگینامه‌ای ترکیبی از لایو اکشن و پویانمایی درباره نویسنده و شاعر هانس کریستیان آندرسن را مورد بررسی قرار داد. در مارس ۱۹۴۰، والت دیزنی به تهیه‌کننده فیلم، ساموئل گلدوین، پیشنهاد همکاری مشترکی داد که در آن استودیوی گلدوین صحنه‌های لایو اکشن از زندگی آندرسن را فیلم‌برداری کند و استودیوی دیزنی نیز بخش‌های پویانمایی از داستان‌های پریانی او را بسازد. با ورود ایالات متحده به جنگ جهانی دوم، دیزنی تمرکز خود را بر تولید فیلم‌های تبلیغاتی جنگی گذاشت و این موضوع در سال ۱۹۴۲ منجر به توقف پروژه مشترک دیزنی و گلدوین شد. در نهایت، گلدوین در سال ۱۹۵۲ فیلم لایو اکشن هانس کریستین اندرسن را تولید کرد، درحالی‌که استودیوی انیمیشن دیزنی چندین پروژه نیمه‌تمام، از جمله ملکه برفی را کنار گذاشت.

نسخه اصلی داستان ملکه برفی نوشته هانس کریستیان آندرسن روایتی نسبتاً تاریک دارد و به‌راحتی قابل تبدیل به یک فیلم نیست. نقطه عطف برای ما زمانی بود که سعی کردیم ویژگی‌های انسانی واقعی به شخصیت ملکه برفی بدهیم. وقتی تصمیم گرفتیم که ملکه برفی همان السا باشد و قهرمان ما، آنا، خواهر او باشد، این ارتباطی ایجاد کرد که به ما امکان می‌داد احساسات و تجربیات هر شخصیت را به گونه‌ای به تصویر بکشیم که برای مخاطبان امروزی قابل درک باشد. این فیلم شامل شخصیت‌ها و روابط پیچیده‌ای است. لحظاتی وجود دارد که السا اعمالی انجام می‌دهد که می‌توان آن‌ها را شرورانه دانست، اما چون ریشه این اعمال را می‌شناسیم، یعنی نیاز او به محافظت از خودش، همیشه می‌توانیم با او همذات‌پنداری کنیم. اصطلاح «بر اساس» دقیقاً به همین معناست. در داستان ما برف، یخ و یک ملکه وجود دارند، اما فراتر از آن، ما تغییرات زیادی ایجاد کرده‌ایم. بااین‌حال، تلاش کرده‌ایم تا عظمت و گستردگی دنیای داستان را حفظ کنیم، اما به روشی که بتوانیم شخصیت‌ها را درک کنیم و با آن‌ها ارتباط برقرار کنیم.

– پیتر دل وچو، تهیه‌کننده، درباره دشواری‌های اقتباس از ملکه برفی
استودیوی انیمیشن والت دیزنی در اواخر دهه ۱۹۹۰، پس از موفقیت فیلم‌های دوران رنسانس دیزنی (۱۹۸۹–۱۹۹۹)، توسعه اقتباس جدیدی از ملکه برفی را آغاز کرد. اما این پروژه در اواخر سال ۲۰۰۲ کنار گذاشته شد، زیرا گلن کین، که روی این فیلم کار می‌کرد، طبق گزارش‌ها پروژه را ترک کرد و بر روی گیسوکمند (۲۰۱۰) متمرکز شد. پیش از آن، هاروی فایراستین نسخه‌ای از این داستان را به مدیران دیزنی پیشنهاد داده بود اما رد شد. پل و گایتان بریزی، دیک زونداگ و دیو گوتز نیز تلاش‌هایی برای توسعه این پروژه داشتند اما ناموفق بودند. پس از چندین تلاش ناموفق از سال ۲۰۰۰ تا ۲۰۰۲، دیزنی این پروژه را دوباره کنار گذاشت. در یکی از این تلاش‌ها، مایکل آیسنر، رئیس و مدیرعامل وقت شرکت والت دیزنی، از پروژه حمایت کرد و پیشنهاد داد که جان لستر از پیکسار آن را کارگردانی کند، مشروط بر اینکه قرارداد بین دیزنی و پیکسار تمدید شود. بااین‌حال، مذاکرات بین دیزنی و پیکسار در ژانویه ۲۰۰۴ شکست خورد و قرارداد تمدید نشد. پس از آیسنر، باب ایگر به عنوان مدیرعامل جدید دیزنی در ژانویه ۲۰۰۶، پیکسار را به قیمت ۷٫۴ میلیارد دلار خریداری کرد و لستر را به عنوان مدیر ارشد خلاقیت در پیکسار و دیزنی انیمیشن منصوب کرد.

### توسعه
توسعه پروژه در سال ۲۰۰۸ آغاز شد، زمانی که لستر، کریس باک (کارگردان مشترک تارزان محصول ۱۹۹۹) را متقاعد کرد که از سونی پیکچرز انیمیشن، جایی که او فیلم ۲۰۰۷ موج‌سواری را کارگردانی کرده بود، به استودیوی انیمیشن والت دیزنی بازگردد. باک در سپتامبر همان سال چندین ایده را به لستر ارائه داد که یکی از آن‌ها ملکه برفی بود. او بعدها گفت که منبع الهام اولیه‌اش برای این پروژه، داستان پریانی آندرسن نبود، بلکه می‌خواست تعریفی متفاوت از «عشق واقعی» ارائه دهد. او توضیح داد: «دیزنی قبلاً داستان 'بوسه شاهزاده' را انجام داده بود، بنابراین فکر کردم زمان آن رسیده که چیزی جدید ارائه کنیم». لستر از مدت‌ها پیش به ملکه برفی علاقه داشت؛ او در دهه ۱۹۹۰، زمانی که پیکسار با دیزنی روی داستان اسباب‌بازی کار می‌کرد، برخی از طراحی‌های مفهومی اولیه تلاش‌های پیشین دیزنی را برای اقتباس این داستان دیده بود و به‌شدت تحت تأثیر قرار گرفته بود. این پروژه ابتدا با نام «آنا و ملکه برفی» آغاز شد و برنامه‌ریزی شده بود که با پویانمایی سنتی ساخته شود. جاش گد گفت که در همان مراحل اولیه به پروژه پیوست، زمانی که داستان هنوز شباهت زیادی به نسخه اصلی آندرسن داشت و مگان مولالی قرار بود نقش السا را ایفا کند. اما در اوایل ۲۰۱۰، پروژه وارد برزخ توسعه شد، زیرا استودیو دوباره در پیدا کردن روایتی مناسب برای داستان و شخصیت ملکه برفی ناکام ماند.
در ۲۲ دسامبر ۲۰۱۱، پس از موفقیت گیسوکمند، دیزنی اعلام کرد که نام جدید این فیلم یخ‌زده خواهد بود و تاریخ اکران آن ۲۷ نوامبر ۲۰۱۳ تعیین شد. یک ماه بعد، تأیید شد که فیلم به‌جای پویانمایی سنتی قرار است یک فیلم پویانمایی رایانه‌ای سه‌بعدی استریوسکوپیک باشد. این تغییر به دلیل عناصر پیچیده‌ای در فیلم‌نامه بود که نیاز به جلوه‌های بصری قوی داشت. کریستن اندرسون-لوپز و رابرت لوپز در ژانویه ۲۰۱۲ به پروژه پیوستند و شروع به نوشتن آهنگ‌های فیلم کردند. سپس در ۵ مارس همان سال، اعلام شد که کریس باک کارگردانی فیلم را بر عهده خواهد داشت و لستر و پیتر دل وچو تهیه‌کنندگان آن خواهند بود.
یکی از چالش‌های اصلی باک و دل وچو پس از اینکه دیزنی دوباره ملکه برفی را به مرحله توسعه بازگرداند، شخصیت اصلی فیلم بود. در پیش‌نویس‌های اولیه، این شخصیت یک شرور بود. طبق روال معمول، استودیو هر دوازده هفته یک‌بار فیلم‌های درحال‌توسعه را به نمایش می‌گذارد و سپس جلسات نقد و بررسی مفصلی برگزار می‌کند، جایی که کارگردانان و نویسندگان پروژه‌های مختلف، «بازخوردهای» گسترده‌ای درباره کار یکدیگر ارائه می‌دهند.
باک و دل وچو استوری‌بردهای خود را به لستر ارائه کردند و تیم تولید برای شنیدن نظرات او در مورد پروژه، در یک اتاق کنفرانس گرد هم آمدند. مایکل جیائیمو، کارگردان هنری، بعدها لستر را به‌عنوان «عامل تحول» در پروژه توصیف کرد: «به یاد دارم که جان گفت نسخه جدید ملکه برفی که کریس باک و تیمش طراحی کرده بودند، سرگرم‌کننده و سبک بود. اما شخصیت‌ها تأثیرگذار نبودند. آن‌ها چندبعدی نبودند. به همین دلیل جان احساس می‌کرد که مخاطبان واقعاً نمی‌توانند با آن‌ها ارتباط برقرار کنند.»
پس از این بازخورد، تیم تولید به بررسی مشکلات فیلم پرداخت و چندین نسخه مختلف از ملکه برفی را بازنویسی کرد تا شخصیت‌ها و داستان، مرتبط‌تر و معنادارتر شوند. اولین پیشرفت مهم در این مرحله، تبدیل قهرمان فیلم، آنا (که بر اساس شخصیت گردا در «ملکه برفی» ساخته شده بود) به خواهر کوچک‌تر السا بود تا رابطه‌ای خانوادگی میان شخصیت‌های اصلی ایجاد شود. این تصمیم غیرمعمول بود، زیرا در فیلم‌های پویانمایی آمریکایی، رابطه بین خواهران به‌ندرت به‌عنوان عنصر اصلی داستان مطرح می‌شود، یکی از معدود استثناهای این قاعده، لیلو و استیچ (۲۰۰۲) از دیزنی بود. برای بررسی روابط خواهرانه، دیزنی انیمیشن یک «نشست خواهران» برگزار کرد، که در آن، زنان شاغل در استودیو که با خواهران خود بزرگ شده بودند، درباره تجربیات و احساسات خود در این زمینه صحبت کردند.

### نوشتن
جنیفر لی، یکی از نویسندگان رالف خرابکار، در مارس ۲۰۱۲ به‌عنوان فیلم‌نامه‌نویس به پروژه پیوست. پیش از استخدام لی، تلاش‌های فیلم‌نامه‌نویسان و ترانه‌سرایان قبلی «کاملاً از هم پاشیده بود»،: 9:07  که این امر به تیم جدید اجازه داد تا «بخش زیادی از دیدگاه خود را وارد فیلم‌نامه جدید کنند».: 30:32  تیم تولید «عملاً از صفر شروع کرد» و تنها ۱۷ ماه فرصت داشت، که منجر به یک برنامه زمانی بسیار فشرده و پرتنش شد. تصمیم‌گیری‌ها باید به‌سرعت انجام می‌شد.
لی توضیح داد که برخی مفاهیم کلیدی از قبل در فیلم‌نامه وجود داشت، از جمله «قلب یخ‌زده» به‌عنوان هسته اصلی داستان: «این ایده و این عبارت از ابتدا وجود داشت... یک عمل از روی عشق واقعی، یک قلب یخ‌زده را ذوب خواهد کرد.» پایان‌بندی فیلم از ابتدا بر پایه رابطه احساسی بین خواهران بنا شده بود، نه رمانس؛ «قرار بود آنا السا را نجات دهد. اما نمی‌دانستیم چطور و چرا.» او همچنین گفت که ادوین کتمول، رئیس دیزنی انیمیشن، از ابتدا به او گفته بود: «باید این پایان را به‌دست بیاورید. اگر موفق شوید، عالی خواهد شد. اگر نه، افتضاح خواهد بود». اما نسخه نهایی فیلم به‌طور قابل‌توجهی با نسخه‌های اولیه متفاوت بود. در نسخه اولیه، السا از ابتدا شخصیت شرور داستان بود. او در روز عروسی آنا، او را می‌ربود و قلبش را منجمد می‌کرد و سپس با یک ارتش از آدم‌برفی‌ها به شهر حمله می‌کرد:: 8:42  «تمام پرده دوم فیلم درباره تلاش آنا برای رسیدن به هانس و بوسیدن او بود، درحالی‌که السا سعی می‌کرد مانع او شود». باک توضیح داد که داستان اولیه تلاش می‌کرد با تمرکز بر احساس ناامیدی آنا از اینکه همیشه در سایه السا به‌عنوان «وارث» قرار دارد، او را شخصیتی همدلی‌برانگیز کند. اما در بازنویسی، تمرکز داستان از ماجراجویی و اکشن به سمت طنز موزیکال تغییر کرد.
یکی از نقاط عطف مهم در روند تولید، ترانه‌ «رهایش کن» بود که توسط لوپز و اندرسون-لوپز نوشته شد. این ترانه باعث شد شخصیت السا پیچیده‌تر، آسیب‌پذیرتر و همدلی‌برانگیزتر شود. طبق گزارشی در دیلی تلگراف، ترانه‌سرایان السای شرور را کنار گذاشتند و به‌جای آن، او را «دختری وحشت‌زده که در تلاش است تا قدرتش را کنترل کند و با آن کنار بیاید» تصور کردند. لی توضیح داد: «بابی و کریستن شروع کردند به صحبت درباره این که اگر السا بودند چه احساسی داشتند. این ایده شکل گرفت که او می‌خواهد خودش را رها کند، چیزی که مدت‌ها پنهان کرده بود... و در عین حال، در آخرین لحظه‌ آهنگ، متوجه می‌شود که تنهاست». دل وچو گفت که «رهایش کن» باعث شد تا السا «تحت تأثیر ترس قرار بگیرد، در حالی که آنا تحت تأثیر عشق و انگیزه‌ کمک به دیگران بود.» این تغییر باعث بازنویسی پرده‌ اول فیلم شد و روی کل داستان تأثیر گذاشت. به گفته‌ لی، در همین نقطه، فیلم و شخصیت‌هایش هویت واقعی خود را پیدا کردند.
یکی دیگر از تحولات مهم در فیلم‌نامه، افزودن پیچش داستانی در مورد شاهزاده هانس بود. او در نسخه‌های اولیه‌ فیلم‌نامه وجود نداشت و در پایان فیلم به‌عنوان شرور اصلی داستان فاش شد. دل وچو توضیح داد: «اگر می‌خواستیم پایان فیلم غافلگیرکننده باشد، باید کاری می‌کردیم که مخاطب واقعاً باور کند هانس همان پاسخ درست است... و وقتی معلوم شود که پاسخ واقعی کریستوف است، این چرخش برای مخاطب شوکه‌کننده باشد». لی گفت که هانس به‌عنوان شخصیتی «سایکوپاتیک» و «پیچیده» نوشته شد. اما چالش اصلی این بود که خیانت او به آنا نباید زودتر از زمان مناسب برای مخاطب آشکار می‌شد. او گفت: «باید حس می‌کردید که آنا چیزی را احساس می‌کند اما کاملاً آن را درک نمی‌کند... چون اگر مخاطب زودتر متوجه می‌شد، تأثیر این پیچش داستانی از بین می‌رفت.» در نسخه‌های اولیه، آنا در همان ملاقات اول با کریستوف با او معاشقه می‌کرد، اما پس از بازخورد آلن هورن، رئیس استودیو والت دیزنی، این صحنه حذف شد. هورن معتقد بود که این اتفاق مخاطبان را سردرگم و آزرده می‌کند، چون در آن زمان آنا با هانس نامزد بود.
لی هنگام توسعه‌ شخصیت آنا با چالش‌های زیادی روبرو بود. برخی از همکارانش معتقد بودند که آنا باید شخصیتی وابسته و ناکارآمد داشته باشد، اما لی با این نظر مخالفت کرد. با این حال، تقریباً یک سال طول کشید تا بتواند ایده‌ اصلی سفر شخصیتی آنا را به درستی بیان کند: «این همان سفری است که آنا باید طی کند. نه بیشتر، نه کمتر.» او سرانجام موفق شد از ایده‌ یک داستان ساده‌ بلوغ دفاع کند، داستانی که در آن آنا از دختری با دیدگاهی ساده‌لوحانه به زندگی و عشق – که ریشه در تنهایی او داشت – به شخصیتی بالغ و با دیدگاه عمیق به عشق تبدیل می‌شود، جایی که قادر به نهایت عشق، یعنی فداکاری است. لی مجبور شد از برخی ایده‌های مورد علاقه‌اش صرف‌نظر کند، مثل صحنه‌هایی از رابطه‌ نوجوانی آنا و السا، چون باید حس جدایی و فاصله‌ میان این دو خواهر حفظ می‌شد. در ساخت رابطه‌ آنا و السا، لی از تجربه‌ شخصی خود با خواهر بزرگترش الهام گرفت. او در یک آپ-اد در لس آنجلس تایمز، خواهرش را «السای زندگی‌اش» نامید و هنگام حضور در فرش قرمز اسکار هشتاد و ششم، با او همراه شد. لی گفت: «اینکه مجبور شدیم یکدیگر را از دست بدهیم و دوباره در بزرگسالی همدیگر را پیدا کنیم، بخش بزرگی از زندگی من بود».
تیم سازنده تصمیم گرفتند که شخصیت اولاف را از یک همراه آزاردهنده‌ السا به یک دوست معصوم و کمدی برای آنا تبدیل کنند. لی درباره‌ نسخه‌ اولیه‌ اولاف گفته بود: «اون آدم‌برفی لعنتی رو باید حذف کنیم»، او اعتراف کرد که اولاف «سخت‌ترین شخصیتی بود که باید با او کنار می‌آمد». حل مشکل چگونگی نجات السا در اوج داستان، توسط جان ریپا، هنرمند داستان، انجام شد. در جلسه‌ای که ریپا نسخه‌ خود را از داستان ارائه کرد، لستر گفت: «چنین چیزی رو تا حالا ندیده بودم»؛ ریپا تشویق ایستاده دریافت کرد.: 31  تیم همچنین بخش‌های زیادی از نسخه‌های اولیه‌ فیلم‌نامه را کنار گذاشت، از جمله: یک ترول با لهجه‌ بروکلینی (که قرار بود جادوی السا را توضیح دهد) و یک نایب‌السلطنه که لی امیدوار بود لوئی سی.کی. نقش او را بازی کند. این بخش‌ها حذف شدند چون داستان را بیش از حد پیچیده می‌کردند و تیم حس می‌کرد این حجم از پیچیدگی در یک فیلم ۹۰ دقیقه‌ای جا نمی‌شود. دل وچو گفته بود: «هرچه بیشتر در ابتدای فیلم سعی می‌کردیم توضیح بدهیم، داستان پیچیده‌تر و نامفهوم‌تر می‌شد».
با توجه به مشارکت گسترده‌ لی در روند توسعه‌ پروژه، او در اوت ۲۰۱۲ توسط مدیران استودیو، لستر و کتمول، به مقام کارگردانی مشترک ارتقا یافت. این ارتقاء در نوامبر همان سال به صورت رسمی اعلام شد و لی تبدیل به اولین زنی شد که یک فیلم پویانمایی بلند را در استودیوی انیمیشن والت دیزنی کارگردانی کرد. لی بعداً گفت که: «واقعاً تحت تأثیر کارهایی که کریس باک انجام داده بود قرار گرفتم» و آن دو «دیدگاه مشترکی درباره‌ داستان» داشتند و «حس و ذوق‌های مشابهی» را در کار نشان می‌دادند.
تیم تولید فکر می‌کردند که تا نوامبر ۲۰۱۲ داستان فیلم را «شکافته‌اند» و مسیر درست را پیدا کرده‌اند،: 155  اما به گفته‌ دل وچو، در اواخر فوریه ۲۰۱۳ فهمیدند که هنوز هم چیزی درست کار نمی‌کرد. از فوریه تا ژوئن ۲۰۱۳، دوباره بازنویسی‌های زیادی انجام شد: «ما آهنگ‌ها را بازنویسی کردیم، شخصیت‌هایی را حذف کردیم، همه‌چیز را تغییر دادیم و ناگهان فیلم سر و شکل گرفت. ولی خیلی نزدیک بود که شکست بخوریم. بعداً که به آن نگاه می‌کنیم آسان به نظر می‌رسد، اما آن موقع یک نبرد واقعی بود.» اندرسون-لوپز با شوخی گفته بود: «اگر فیلم خراب می‌شد، شاید ما مجبور می‌شدیم دلقک تولد بچه‌ها شویم!»: 19:07  چون تا لحظه‌ آخر هم مشغول نوشتن بودند. در ژوئن ۲۰۱۳ (پنج ماه مانده به اکران)، آهنگ‌سازها «برای نخستین بار برای همیشه» را ساختند که به گفته لوپز: «نقطه‌ اتصال تمام فیلم شد. بدون آن، فیلم شکل نمی‌گرفت».: 19:24  در همان ماه، دیزنی نسخه‌ ناقصی از فیلم را در دو نمایش آزمایشی برای دو گروه (خانواده‌ها و بزرگ‌سالان) در شهر فینیکس، آریزونا نمایش داد. در آن نمایش‌ها، لستر و کتمول نیز حضور داشتند. لی می‌گوید که واکنش حضار آنقدر پرشور بود که فهمیدند: «ما چیزی داریم؛ یک چیز خاص. چون واکنش‌ها فوق‌العاده بود.» و پس از آن، کتمول به لی گفت: «کارت را انجام دادی.»

## اخبار و عناوین
یخ‌زده در تاریخ ۲۷ نوامبر اکران رسمی شد. بدون توجه به نرخ تورم این فیلم در مدت کوتاهی توانست به عنوان پرفروش‌ترین پویانمایی تاریخ تبدیل شود و در رتبه نوزدهم پرفروش‌ترین فیلم‌های تاریخ قرار بگیرد. از ۱٫۲۷۶ میلیارد دلار فروش این فیلم نزدیک به ۴۰۰ میلیون دلار آن در آمریکای شمالی به‌دست آمده‌است. همچنین این فیلم با تحسین گسترده منتقدان مواجه شد و از دیدگاه برخی، بهترین صحنه‌های موزیکال فیلم‌های ساخت دیزنی را در خود داشت.
منجمد موفق به دریافت دو جایزه اسکار برای بهترین پویانمایی و بهترین ترانه اورجینال برای ترانه «رهاش کن»، جایزه بهترین پویانمایی گلدن گلوب، بفتا پنج جایزه آنی (شامل بهترین پویانمایی) و چند جایزه دیگر شد.
در این انیمیشن شخصیت‌های دیگر دیزنی (راپونزل، فلین رایدر (از گیسوکمند)، تیانا (از شاهدخت و قورباغه)، ارورا (از زیبای خفته)و سیندرلا (از سیندرلا) در لحظه‌های خیلی کوتاه حضور دارند.
همچنین در سال ۲۰۱۵ میلادی فیلم کوتاهی به نام تب یخ زده و در سال ۲۰۱۷ میلادی ماجراجویی منجمد اولاف برای این فیلم ساخته شده‌است. قسمت دوم این فیلم (یخ‌زده ۲) در تاریخ ۶ آذر ۱۳۹۸(۲۷ نوامبر ۲۰۱۹) اکران شد. همچنین انیمیشنی کوتاه در ۲۳ اکتبر ۲۰۲۲ با نام روزگار یک آدم برفی و انیمیشنی سریالی در ۲۱ نوامبر ۲۰۲۱ با نام اولاف تقدیم می کند منتشر شد.

### داستان
فیلم با تعدادی یخ‌شکن که در حال جمع‌آوری یخ از روی یک دریاچه منجمد در نقاط سردسیر نروژ در آرندال هستند آغاز می‌شود. در میان آنان یک پسر بچّه ۸ ساله که «کریستوف» نام دارد به همراه گوزن شمالی کم سّن خود «اسون»، سعی در جمع‌آوری یخ دارد و تا آنجایی که می‌تواند برای این کار تلاش می‌کند. یخ شکنان پس از جمع‌آوری یخ کافی به سوی شهر حکومتی «ارندل» حرکت می‌کنند. درست در همان زمان در کاخ ارندل دو شاهزاده خردسال زندگی می‌کنند.
پرنسس «آنا» خواهر بزرگتر خود «السا» را دیر وقت از خواب بیدار می‌کند تا با او برف بازی کند؛ زیرا السا دارای قدرتی جادویی است که می‌تواند به وسیلهٔ آن برف و یخ تولید کند. در ابتدا السا راضی به بازی با آنا نمی‌شود امّا وقتی که آنا به او پیشنهاد ساخت آدم‌برفی را می‌دهد، قبول می‌کند. آن دو به یکی از سالن‌های بزرگ کاخ می‌روند و شروع به بازی می‌کنند. السا یک زمین یخی بزرگ درست می‌کند و همه سالن را پر از برف و یخ می‌کند. دو خواهر یک آدم‌برفی درست می‌کنند و نام او را «اولاف» می‌گذارند که به گفته السا، آغوش‌های گرم را دوست دارد. در حین بازی، وقتی السا می‌خواهد از سقوط (حادثه) آنا جلوگیری کند به‌طور اتفاقی با یکی از پرتوهای یخی خود به سر آنا ضربه می‌زند و باعث می‌شود که او بی هوش شود و رشته کوچکی از موهایش به رنگ سفید در آید. السا، مادر و پدرش را صدا می‌کند. پادشاه و همسرش به همراه السا و آنا بیهوش برای حل این مشکل، شبانه به سوی «درّه سنگ زنده»، جایی که ترول‌ها که موجودات سنگی و کوچکی هستند با قدرت‌های خاص خود در آنجا سکونت دارند، حرکت می‌کنند و …

## تولید انیمیشن

### صداپیشگی برای دوشخصیّت عمده انیمیشن
صدا پیشگی برای آنا: کریستن بل (Kristen Bell) هنرپیشه زن، در ۵ ماه مارس سال ۲۰۱۲ صداپیشگی شخصیت «آنا» را به عهده گرفت. جنیفر لی (Jennifer Lee) اظهار کرد که وقتی فیلم‌سازان به ترانهها و قطعات موسیقی فیلم «پری دریایی کوچولو» و مخصوصاً ترانه تکه‌ای از دنیای تو (Part of Your World) که توسط بل و درهنگام جوانیش خوانده بود، گوش دادند، صداپیشگی بل قطعی شد. بل هنگامی که حامله بود جلسات ضبط صدا را به پایان رساند؛ امّا بعضی از قطعات ضبط صدا را دوباره بعد از زایمان خود اجرا کرد زیرا بعد از فارغ شدن بل صدای او کمی عمیق‌تر شده بود. بل اظهار داشت که درهنگام ضبط مجدد قطعات، این جلسات ضبط حدود ۲۰ دفعه تکرار شدند که از نظر او برای یک شخصیّت که نقش مربوط به آن هنوز هم در حال تکامل است بسیار طبیعی است. با توجه به این که بل برای این نقش هیجان زده بود اضافه کرد که از سن ۴ سالگی همیشه آرزوی حضور در یک انیمیشن دیزنی را داشته‌است. او همچنین افزود: «من همیشه انیمیشن‌های دیزنی را دوست داشتم، امّا دربارهٔ زنان در آنان انیمیشن‌ها چیزی بود که برای من دست نیافتنی بود؛ حالت زنان در آن انیمیشن‌ها همیشه با شخصیّت و سنگین بود و همچنین آنان با کلامی متین صحبت می‌کردند و من همیشه احساس می‌کنم که این دختر (آنا) را بسیار رک‌تر، عجیب‌تر، ستیزه‌جوتر، شادتر و خام‌کارتر به نمایش درآورده‌ام. من واقعاً به این افتخار می‌کنم.»
صدا پیشگی برای السا: ایدینا منزل (Idina Menzel) در ۳۲ ژوئن سال ۲۰۱۲ صدا پیشه شخصیّت السا شد. مِنزل دربرداشت خود از انیمیشن منجمد می‌گوید: «برای دیزنی کمی فمنیستی است. من واقعاً به آن افتخار می‌کنم. آن فیلم همه چیز دارد امّا ضرورتاً دربارهٔ خواهری است. من فکر می‌کنم آن دو زن خیلی با یک دیگر کشمکش دارند امّا همیشه سعی دارند از یکدیگر محافظت کنند -- خواهرها واقعاً پیچیده‌اند. خیلی عالیست که همچین رابطه‌ای در این فیلم داریم، مخصوصاً برای بچه‌های کوچک.» منزل یک هنرپیشه، هنرمند و خوانندهای کارکشته از برادوی(Broadway) در نیویورک است. در ابتدا منزل برای نقشی در انیمیشن گیسوکمند در نظر گرفته شده بود، امّا در آن فیلم وارد نشد. امّا "جیمی اسپارر رابرتز"(Jamie Sparer Roberts) که مدیر تهیه صدا پیشه برای انیمیشن گیسو کمند بود و از آنجایی که او یکی از ترانه‌های منزل را در تلفن همراه خود داشت از او تقاضا کرد که به همراه کریسن بل در انیمیشن منجمد حاضر شود. قبل از این که حضور بل و منزل در این فیلم قطعی شود آن دو با خواندن ترانه باد درون بال‌های من (Wind Beneath My Wings) آن هم با صدای بلند، شدیداً کارگردان را تحت تأثیر قرار دادند و این درحالی بود که هنوز ترانهای برای انیمیشن منجمد سراییده نشده بود، این پیشنهاد کریستن بل در وقتی بود که او برای تمرین صداپیشگی به خانهٔ ایدینا منزل در کالیفرنیا رفته بود. لی بعدها اعلام کرد :"آن دو درست مانند دو خواهر می‌خواندند و بعد از اجرای آنان، حتی یک چشم بدون اشک هم باقی نمانده بود." و در بین دسامبر ۲۰۱۲ و ژوئن ۲۰۱۳، صداپیشگان کریستوف، دوک وسلتون، هانس و اولاف هم وارد انیمیشن شدند.

### کارگردانی
به دنبال گرفتاری‌های بسیار جنیفر لی (Jennifer Lee) برای فرایند ساختن و پیشرفت انیمیشن منجمد و همکاری نزدیک او با کارگردان فیلم کریس باک و زوج آهنگ‌سرای انیمیشن لوپز و اندرسون-لوپز باعث شد که مدیران استودیو، «لستر» (Lasseter) و «کامل» (Catmull)، لی را در ماه اوت ۲۰۱۲ به درجه کارگردان دوم انیمیشن نائل کنند که به همراه کارگردان اول یعنی باک کار کند. همکاری لی با باک به عنوان کارگردانی دیگر در ۲۹ نوامبر سال ۲۰۱۲ به رسمیّت اعلان شد. جنیفر لی اولین زنی بود که یک انیمیشن سینمایی بلند مدّت و متحرک از والت دیزنی انیمیشن استودیوز را کارگردانی می‌کرد. لی در ابتدای کار خود بر روی داستان تمرکز می‌کرد و این مسئله به باک این فرصت را می‌داد تا بر روی انیمیشن تمرکز مند، لی بعدها اظهار کرد که توسط کارهایی کریس باک بر روی انیمیشن به عمل آورده بود بسیار تحت تأثیر قرار گرفته‌است و این راهم اضافه کرد که هردوی آنان از یک جهت مشترک به داستان می‌نگریستند و دارای درک و احساسی مشترک نسبت به فیلم بودند.
بر طبق گفته‌های دلو چو (Del Vecho) در اواخر فوریه سال ۲۰۱۲ کاملاً برای همه روشن شد که این انیمیشن دیگر عمل نمی‌کند و این هم باعث عقب انداختن فیلم و نوشتن دوباره صحنه‌ها و سراییدن دوباره ترانه‌ها و غیره شد که از فوریه تا آخر ژوئن ۲۰۱۲ به طول انجامید. وچو توضیح داد: «ما آهنگ‌ها را دوباره سراییدیم، شخصیّت‌های انیمیشن را حذف کردیم و همه چیز را تغییر دادیم و ناگهان انیمیشن شفته و دلمه شد امّا نه کاملاً بلکه نزدیک بود اینطور شود. در تصور، این قضیه مانند تکّه‌ای کیک کوچک است ولی در طی انجام کار واقعاً یک پیشرفت خوب به‌شمار می‌رود.» در ژوئن سال ۲۰۱۲، کمپانی دیزنی یک تست از انیمیشن نصف و نیمهٔ منجمد گرفت و از آن یک تریلر ساخت که توسط لستر و کامل در فینیکس واقع در ایالات آریزونا، پشتیبانی می‌شد. لی اضافه کرد که در آن هنگام متوجه شده بود که واقعاً چیزی مطلوب را برای ارائه دادن داشتند، زیرا واکنش‌ها نسبت به آن زیاد بود. کتمل که در ابتدا برای آموزش انجام کار به لی منتخب بود، بعدها به او گفت که کارش را خوب انجام داده‌است.

### جانبخشی و طراحی
درست همانند گیسوکمند، یخ‌زده هم دارای سبکی منحصر به فرد و هنرمندانه است که از ترکیب انیمیشن‌های سه بعدی ساخت کامپیوتر و انیمیشن‌های کلاسیک کشیده شده توسط دست ساخته شده‌است. از همان ابتدا، باک می‌دانست که مایک جیایمو (Mike Giaimo) بهترین داوطلب برای ایجاد و پردازش تصاویر است، زیرا او کسی بود که بهترین انیمیشن‌های کلاسیک دهه ۱۹۵۰ را به تصویر کشیده بود. باک از او دعوت کرد تا به دیزنی بازگردد و به عنوان کارگردان هنری انیمیشن منجمد کار کند. باک، لستر و جیایمو همگی دوستانی قدیمی بودند که در «بنیانگاه هنری کالیفرنیا»(CalArts) نیز حضور داشتند.
برای خلق ظاهر انیمیشن پیش از تولید آن، جیایمو شروع به یک مطالعهٔ وسیع دربارهٔ کل منطقه اسکاندیناوی کرد و او از شهر دانمارکی‌نشین سولوانگ در نزدیکی لس آنجلس بازدید کرد امّا در نهایت او بر روی کشور «نروژ» انگشت گذاشت، زیرا ۸۰ درصد از اَشکال بصری که او را به خود مجذوب می‌کرد از نروژ بود. دیزنی هم در نهایت ۳ سفر علمی و کوتاه را تدارک دید. انیماتورها و متخصصان جلوه‌های ویژه انیمیشن در آن سفر به منطقه «جکسون هول»(Jackson Hole) در ایالات وایومینگ واقع در آمریکا اعزام شدند تا قدم زدن، دویدن و سقوط در برف عمیق را با انواع لباس‌ها و جامه‌های مختلف تجربه کنند و آن لباس‌های مختلف شامل دامنهای بلند نیز بود که تمامی پرسنل، مرد و زن، آنان را امتحان کردند. در این حین گروه نورپردازی و تیم هنری به یک هتل تماماً یخی در شهر کبک واقع در کشور کانادا رفتند تا شکست و بازتاب نور بر روی یخ و برف را مطالعه کنند. سرانجام جیایمو و چندین هنرمند به نروژ سفر کردند تا طرح‌هایی از کوهستان‌ها، آبدره‌ها، بناها، معماری و فرهنگ آنجا را به تصویر بکشند. پیتر دل وچو اظهار داشت: «ما برنامه و زمانی بسیار کوتاه را برای این انیمیشن داشتیم برای همین هم تمرکز اصلی ما بر روی سروسامان دان به داستان انیمیشن بود ولی ما این را هم می‌دانستیم که جان لستر بر روی خلق اجسام و دنیای درون فیلم، آن هم به حالتی بسیار واقع گرایانه و بسیار باور پذیر، مشتاق و پافشار بود امّا باز هم این دلیل نمی‌شود که ما یک دنیای کاملاً واقعی را ایجاد کنیم امّا باید یک دنیای نسبتاً واقعی و نسبتاً باورپذیر را ایجاد کنیم. این خیلی مهم بود که طبیعت و نماهایی از نروژ را از نزدیک ببینیم و برای انیماتورها هم مهم بود که بدانند جایی را که می‌خواهند خلق کنند چه شکلی است.»
در طی سال ۲۰۱۲، درحالی که جامو، انیماتورها و هنرمندان در حال توسعه و تکمیل مقدمات ظاهر کلی انیمیشن بودند، تیم تهیه و تولید هنوز درگیر توسعه و تکمیل نمایشنامه و داستان فیلم بود. این مشکل تا نوامبر سال ۲۰۱۲ به‌طور نسبی حل شد ولی باز هم نیاز به اصلاح و ویرایش‌های زیادی در فیلم‌نامه بود. یکی از دلهره آورترین چالش‌ها در تولید انیمیشن منجمد، این بود که تیم انیمیشن زمانی کمتر از ۱۲ ماه را برای درآوردن فیلم‌نامه و داستان جنیفر لی (که هنوز هم در حال تکامل و ویرایش بود) به شکل یک فیلم داشت. البته انیمیشن‌های دیگری مانند داستان اسباب بازی ۲ حتی زمانی کمتر از انیمیشن منجمد داشتند ولی به موقع تکمیل شده و بسیار موفقیّت آمیز و محبوب شدند. ناگفته نماند که فیلم‌ها موفقیّت آمیز آن هم در زمانی بسیار کوتاه به معنی «بیداری کشیدن‌های فراوان تا دیروقت‌ها، اضافه کاری و اضطراب» برای تولید کنندگانشان است. جنیفر لی تمام تیم‌ها و پرسنلی را که برای انیمیشن منجمد به کار گرفته شده بودند را چیزی حدود ۶۰۰ الی ۶۵۰ نفر تخمین زد که تعدادی از آنان شامل ۷۰ نفر تیم نور پردازی به علاوه ۷۰ انیماتور و پانزده تا ۲۰ نفر برای استوری بورد فیلم بودند.
پیتر دلو چو توضیح داد که چگونه تیم انیمیشن برای فیلم منجمد تشکیل شد: «ما در این فیلم انیماتور و طراحان کاراکتر داشتیم و انیماتورهای ناظری که بر روی چگونگی طراحی کاراکترهای خاص و مطرح فیلم نظارت می‌کردند. شاید انیماتورها بشخصه و تنهایی بر روی کاراکترهای زیادی نظارت داشته باشند امّا تمامی این‌ها تحت یک نظارت واحد است. به عنوان مثال من فکر می‌کنم که خیلی با انیمیشن گیسوکمند متفاوت بود، مثلاً ما یک نفر را می‌خواستیم که تمامی کاراکترهای متعلق به خودش را درک کرده و فقط آن را توسعه بدهد و سپس عضو دست اند در کاران فیلم شود. انیماتور کاراکتر اولاف، «هایرم آسموند» (Hyrum Osmond) نام داشت و او ساکت امّا پرنمک و بذله گو بود و شخصیّت و رفتاری حواس‌پرت نیز داشت، برای همین هم ما می‌دانستیم که او مقدار زیادی مزه و کمدی به اولاف می‌دهد. انیماتور کاراکتر آنا، «بکی بررسی» (Becky Bresee) بود و برای اولین بار او بود که یک کاراکتر را طراحی و انیماتوری می‌کرد و ما هم می‌خواستیم که او کاراکتر آنا را طراحی کند.»
وارنر لافلین (Warner Loughlin) یک مربی بود که آورده شده بود تا انیماتورها بدانند چه چیزی را خلق می‌کنند، البته بعضی انیماتورها برای تطبیق دادن وضع و حالت هر صحنه با کاراکترها، روش‌های خود را اجرا کردند. ناظر انیمیشنی «ربکا ویلسون بررسی» (Rebecca Wilson Bresee) اظهار داشت: «در واقع من برای به اجرا درآوردن کاراکتر در هر صحنه، خودم نقش آن صحنه را بازی می‌کردم، از نظر خودم این کار واقعاً اثر می‌کند.» و این روشی بود که او برای نزدیک کردن صحنه انیمیشن به واقعیت به کار می‌برد. «وِین آنتن» (Wayne Unten) ناظر انیماتوری برای کاراکتر السا بود و او خودش این وظیفه را به عهده گرفت زیرا شیفتهٔ شخصیّت پیچیدهٔ السا شده بود. آنتن با دقت فراوان توانست کاراکتر السا را تکمیل کند و ترس درون او را در مقابل آنایی نترس بر روی صورت السا پدیدار کند. آنتن حتی به تحقیق زیادی بر روی ویدیوهای ضبط شده از «ایدینا منزل» پرداخت تا بتواند حالت نفس کشیدن السا را با نفس کشیدن ایدینا منزل تطبیق دهد.

## جوایز

### جشنواره اسکار ۲۰۱۴
- برنده جایزه اسکار بهترین فیلم پویانمایی برای کریس باک و جنیفر لی
- برنده جایزه اسکار بهترین ترانه برای کریستن اندرسون-لوپز و رابرت لوپز برای ترانه رهایش کن با اجرای ایدینا منزل